# Teresa Vicente Giménez
María Teresa Vicente Giménez (Lorca, 1962) est professeure titulaire de Philosophie du Droit et directrice de la chaire de Droits Humains et Droits de la Nature de l'Université de Murcie.
Après avoir exercé au barreau entre 1987 et 1994, elle a consacré ses recherches et publications académiques à la justice écologique, aux droits sociaux, au féminisme juridique et aux droits des enfants.
À partir de l'année 2019, avec un groupe de juristes, scientifiques et activistes, elle a promu l'Initiative Législative Populaire pour que soit reconnue la personnalité juridique de la Mar Menor de la Région de Murcie et doter ainsi la lagune de droits propres. Cette initiative a obtenu en octobre 2021 le demi-million de signatures nécessaire pour que sa proposition de loi soit débattue à la Chambre des députés.
En 2023 elle a reçu la Médaille d'Honneur du Volontariat du Conseil de l'Europe.
En 2024 elle a gagné, pour l'Europe, le Prix Goldman pour l'environnement.

## Publications remarquées
- Justice écologique et droits de la nature. Éditorial Tirant. 2023
- Édition de Justice écologique à l'ère de l'Anthropocène. Éditorial Trotta. 2016
- Coordination de Les droits des enfants, responsabilité de tous. Publications Université de Murcie. 2007
- L'exigibilité des droits sociaux. Éditorial Tirant le Blanch. 2006
- Justice et droit environnemental: pour un modèle de la justice écologique. Université de Murcie. 1995